# Buis
Buxus
Pour l’article ayant un titre homophone, voir Bui.
Pour les articles homonymes, voir Buis (homonymie).
Genre
Classification APG III (2009)
Taxons de rang inférieur
- Voir le texte

Buxus (les buis) est un genre de plantes dicotylédones de la famille des Buxacées qui regroupe environ 90 espèces originaires de tous les continents (distribution intercontinentale disjointe), présentes principalement dans les régions tropicales et subtropicales.
Il s'agit de petits arbres ou d'arbustes à feuilles opposées persistantes. Certaines espèces exhalent une odeur caractéristique qui pourrait être due à un composé contenant un groupement thiol, le 4-méthyl-4-sulfanylpentan-2-one (4MSP), également identifié dans le sauvignon.
Les principaux centres de diversification du genre se trouvent à Cuba et en Chine. Seules quelques espèces asiatiques et européennes peuvent résister au gel.
Deux espèces sont indigènes en Europe. La première, le buis des Baléares (Buxus balearica), se trouverait encore à l'état sauvage en Andalousie. On en trouve quelques spécimens aux îles Baléares et en Sardaigne. L'autre espèce, très commune, le buis commun (Buxus sempervirens) se trouve dans toute l'Europe continentale et méditerranéenne. Buxus balearica, également appelé « buis de Port Mahon », est peu utilisé en horticulture.

## Étymologie
Le terme latin buxus est un emprunt au grec πύξος (puksos), de même signification. Le mot gaulois pour le buis était sans doute *buxso-. Le grec pyxis « boite de buis » est devenu buxita en latin vulgaire, Xe siècle), puis boiste (ancien français, XIIe siècle) et enfin boîte.

## Utilisation
Son bois revêt un aspect brillant après polissage, ce qui en fait un matériau très utilisé en tabletterie, notamment pour faire des pièces d'échecs.
Le buis a été très utilisé pour la fabrication des instruments à vent de la famille des bois par les tourneurs dès le XVIe siècle en Europe, et en basse Normandie plus particulièrement (flûte, clarinette, hautbois...). Cela a été la cause de sa raréfaction en France lorsque la demande de production d'instruments de loisirs et militaires a explosé au XIXe siècle. Le bois de buis peut être teint à l'eau-forte (acide nitrique) pour lui donner une robe plus foncée.
Le buis est également utilisé dans l'art topiaire des jardins: Les buis sont alors taillés selon des formes géométriques (pyramide, cône, cylindre, parallélépipède, etc.), monumentales (portiques, colonnes, etc.) ou fantaisistes (animaux réels ou fabuleux, personnages, etc.).

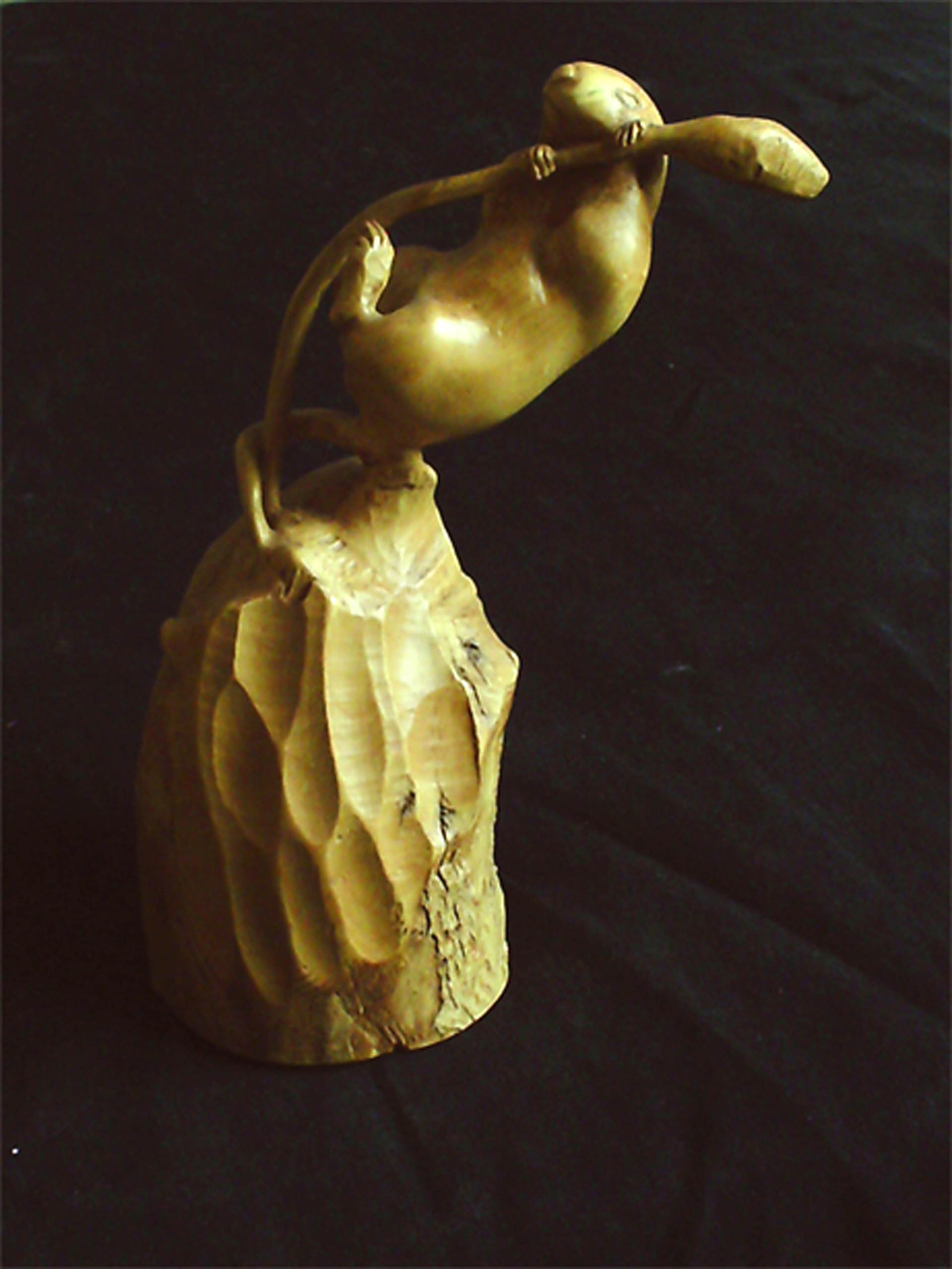
Sculpture en buis
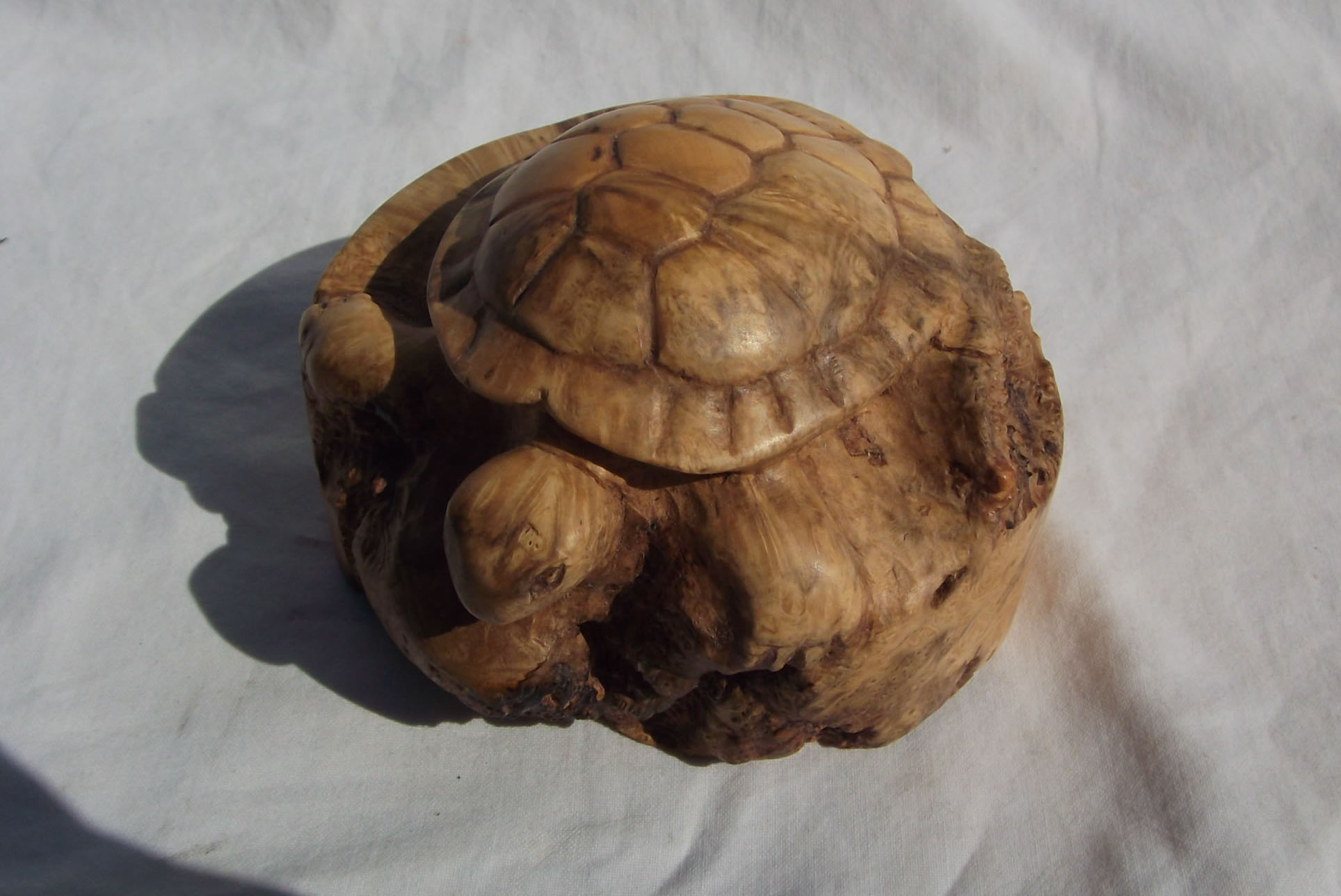
Sculpture en ronce de buis
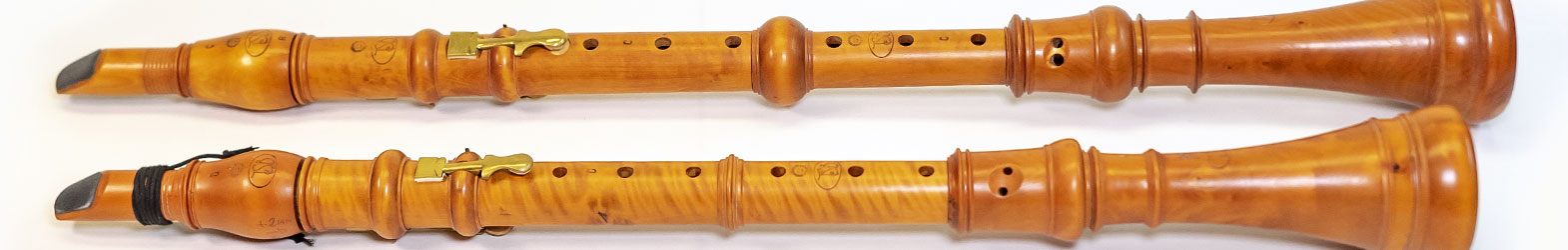
Répliques de clarinette ancienne en buis
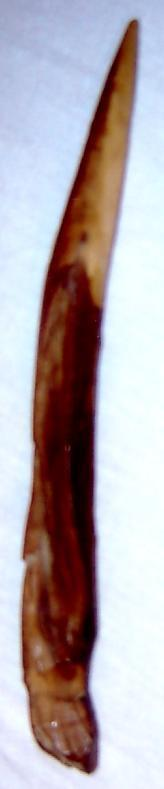
Pounchou : outil très simple pour enlever la gangue de l'épi de maïs, sculpté dans du buis
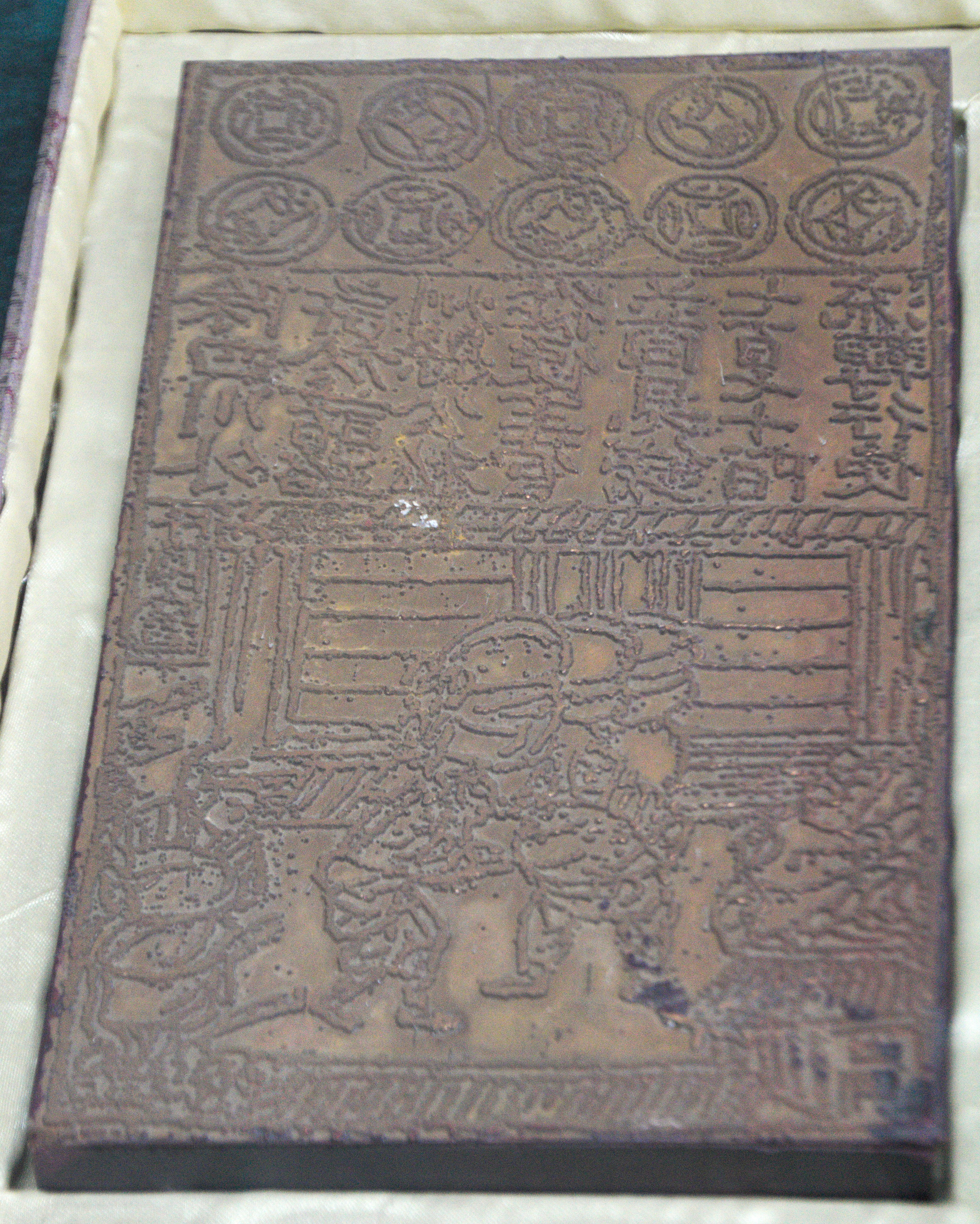
Matrice d'impression de billet de banque de la dynastie Song du Nord (960 – 1127)

## Prédateurs
Avérée depuis 2008 mais suspectée depuis 2005, venant d'Asie, la pyrale du buis envahit progressivement toute la France au départ de plusieurs foyers possibles dont l'Île-de-France et l'Alsace. La Belgique est touchée en 2017.
Sa chenille décime les populations de buis jusque parfois deux fois par an en dévorant les feuilles, ne laissant que les rameaux qui se dessèchent entraînant souvent la mort de l'arbuste.

## Liste des espèces et variétés

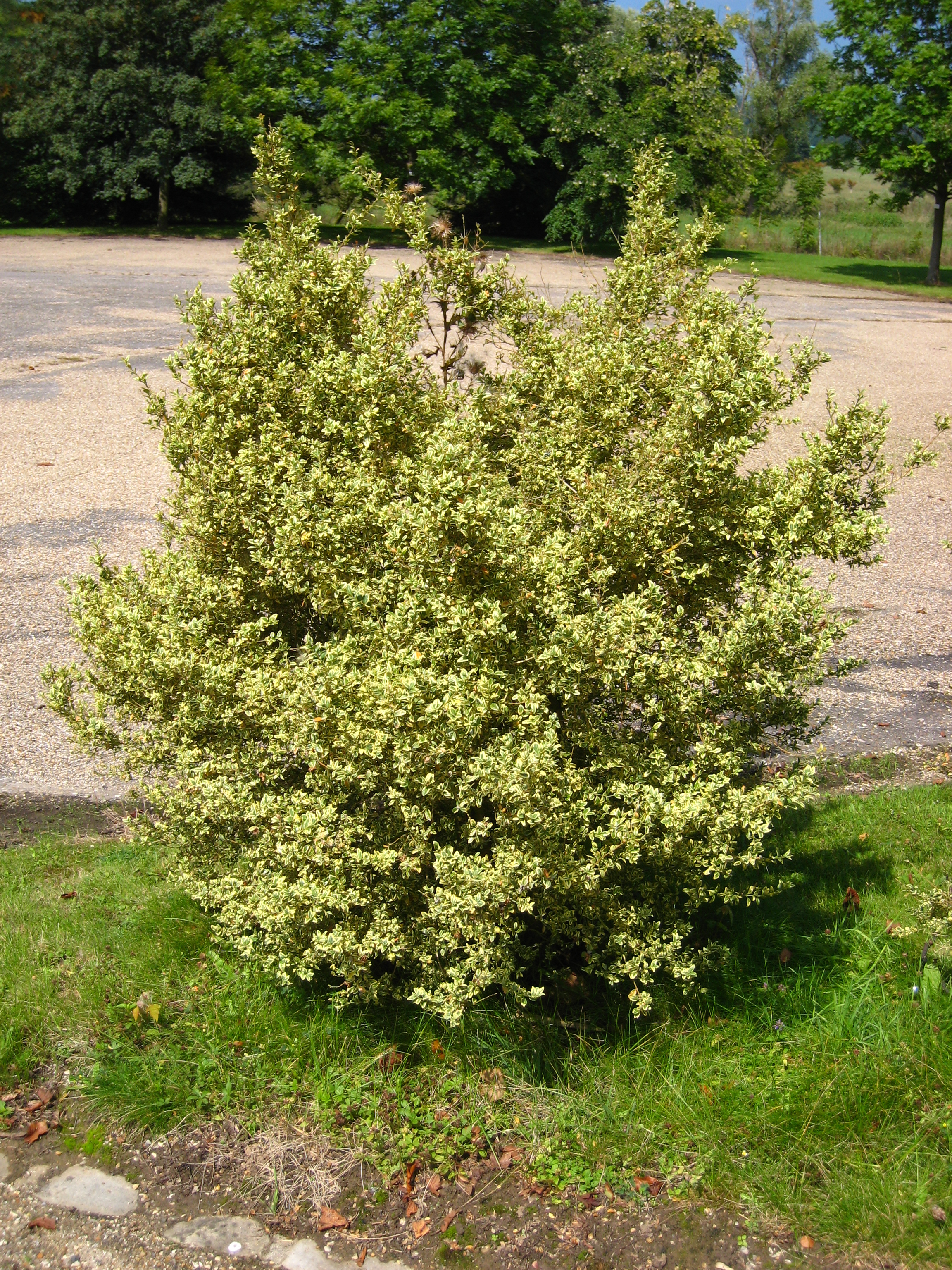
Buxus sempervirens, le buis commun.
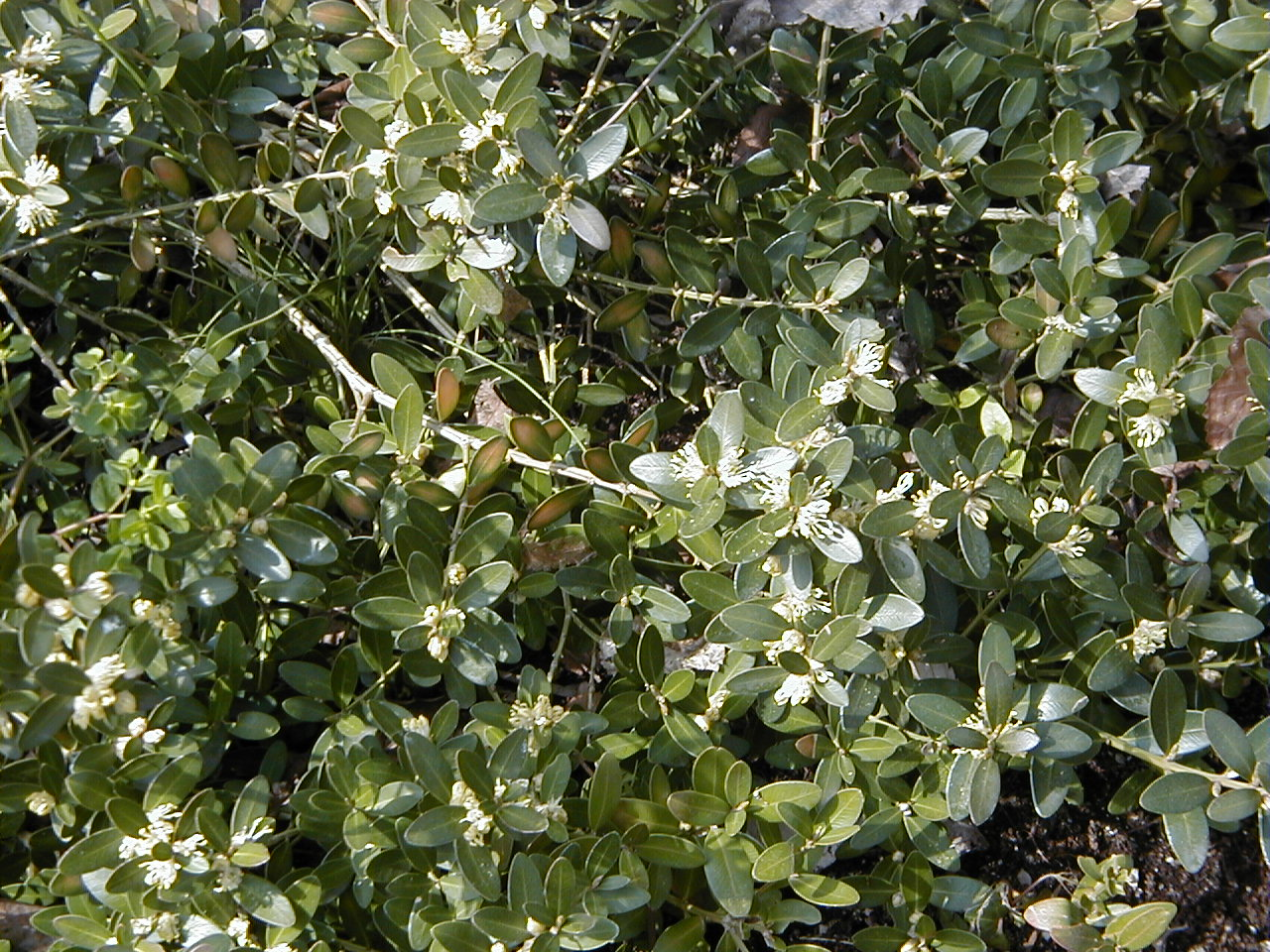
Buxus balearica.
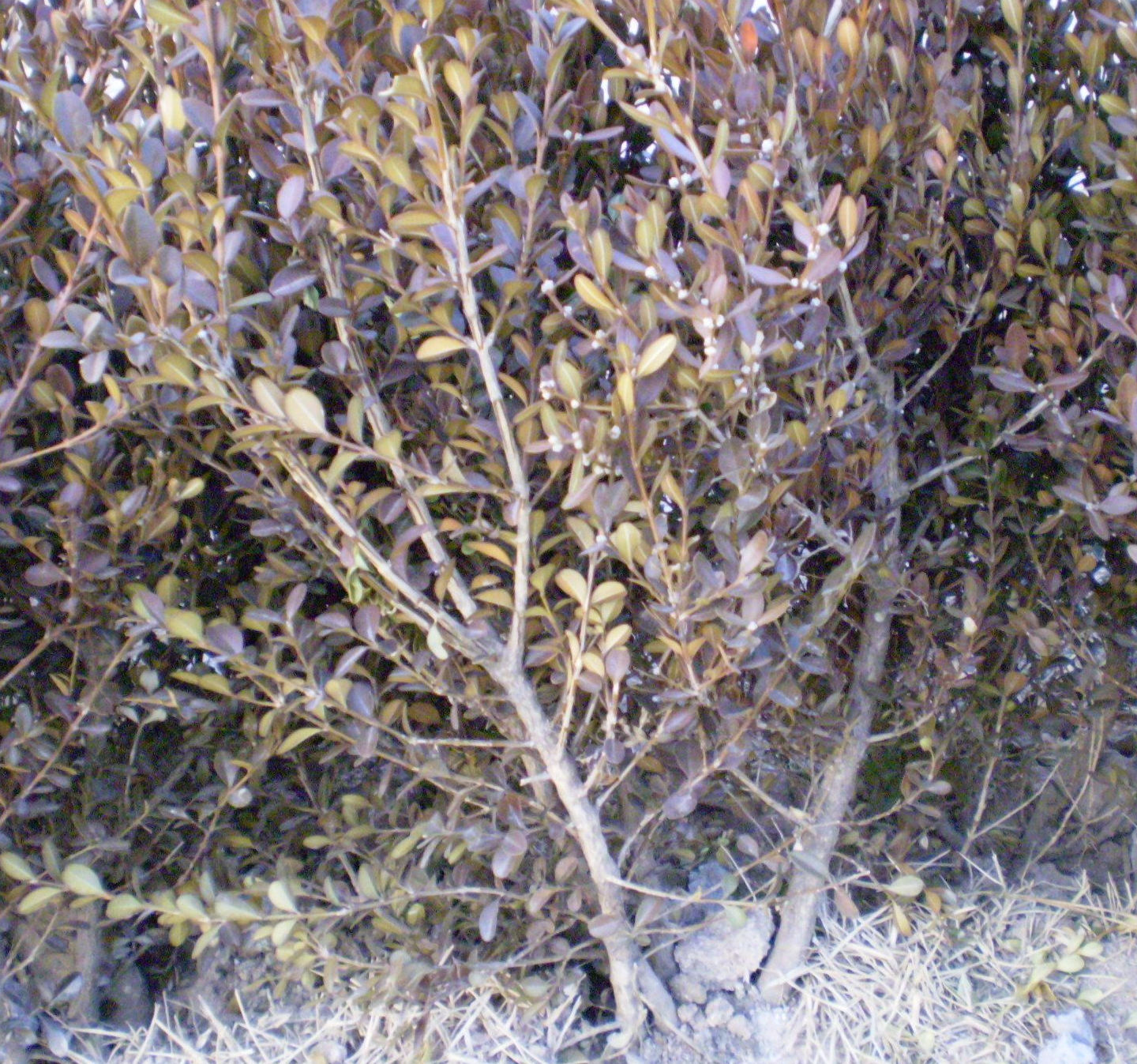
Buxus microphylla.
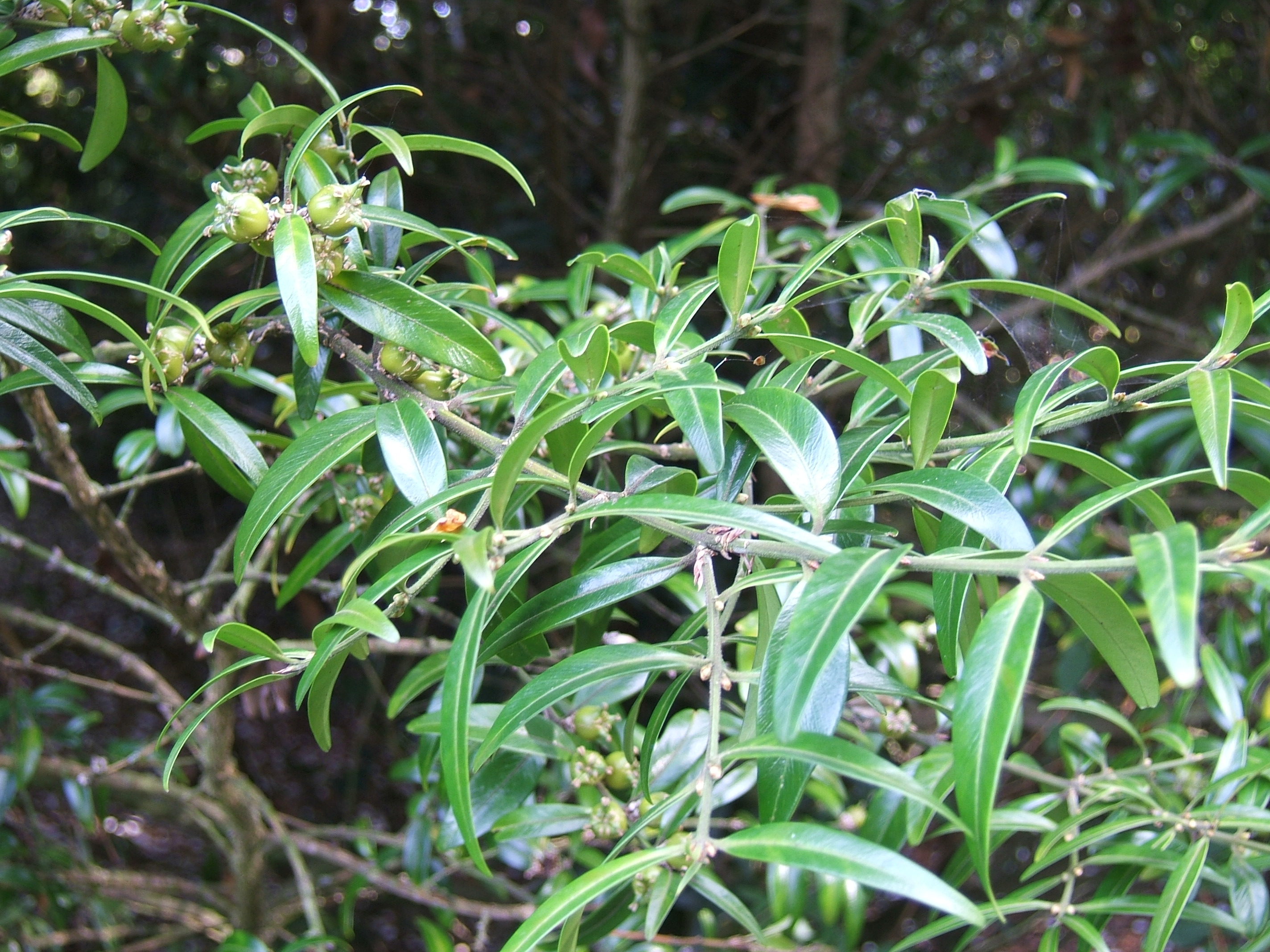
Buxus wallichiana.

Selon Catalogue of Life (18 août 2015) :
- Buxus acuminata Müll. Arg.
- Buxus acunae A. Borhidi & O. Muniz
- Buxus aneura Urb.
- Buxus arborea Proctor
- Buxus austroyunnanensis Hatus.
- Buxus bahamensis Baker
- Buxus balearica Lam. (buis des Baléares)
- Buxus baracoensis Borhidi & Muniz
- Buxus bartlettii Standl.
- Buxus benguellensis Gilg
- Buxus bissei Egon Köhler
- Buxus bodinieri H. Lév.
- Buxus braimbridgeorum Eg.Köhler
- Buxus brevipes Urb.
- Buxus calcarea G.E.Schatz & Lowry
- Buxus capuronii G.E.Schatz & Lowry
- Buxus cephalantha H. Lév. & Vaniot
- Buxus chaoanensis H.G.Ye
- Buxus cipolinica Lowry & G.E.Schatz
- Buxus citrifolia (Willd.) Spreng.
- Buxus cochinchinensis Pierre ex Gagnep.
- Buxus conzattii Standl.
- Buxus crassifolia (Britt.) Urb.
- Buxus cristalensis Eg.Köhler & P.A.González
- Buxus cubana Baill.
- Buxus ekmanii
- Buxus excisa
- Buxus flaviramea (Britton) Mathou
- Buxus foliosa (Britt.) Urb.
- Buxus glomerata Müll. Arg.
- Buxus gonoclada
- Buxus hainanensis Merr.
- Buxus harlandii Hance
- Buxus hebecarpa Hatus.
- Buxus henryi Mayr
- Buxus heterophylla Urb.
- Buxus hildebrandtii Baill.
- Buxus historica A. Borhidi & O. Muniz
- Buxus humbertii G.E.Schatz & Lowry
- Buxus ichangensis Hatus.
- Buxus imbricata Urb.
- Buxus itremoensis G.E.Schatz & Lowry
- Buxus jaucoensis E. Köhler
- Buxus koehleri P.A.González & Borsch
- Buxus laevigata (Sw.) Spreng.
- Buxus lancifolia T. S. Brandeg.
- Buxus latistyla Gagnep.
- Buxus leivae Egon Köhler
- Buxus linearifolia M. Cheng
- Buxus lisowskii P. Bamps & F. Malaisse
- Buxus liukiuensis (Makino) Makino
- Buxus loheri Merrill
- Buxus macrocarpa Capuron
- Buxus macrophylla (Britton) F. & R.
- Buxus malayana Ridl.
- Buxus marginalis Urb.
- Buxus megistophylla H. Lév.
- Buxus mexicana T. S. Brandeg.
- Buxus microphylla Sieb. & Zucc.
- Buxus moana Alain
- Buxus moctezumae Egon Köhler, R. Fernandez & S. Zamudio
- Buxus mollicula W.W. Sm.
- Buxus monticola G.E.Schatz & Lowry
- Buxus moratii G.E.Schatz & Lowry
- Buxus muelleriana Urb.
- Buxus myrica H. Lév.
- Buxus nipensis Eg.Köhler & P.A.González
- Buxus obovata Urb.
- Buxus olivacea Urb.
- Buxus pachyphylla Merrill
- Buxus papillosa Schneid.
- Buxus pilosula
- Buxus portoricensis Alain
- Buxus pseudaneura Egon Köhler
- Buxus pubescens Greenm.
- Buxus pubifolia Merrill
- Buxus pubiramea Merr. & Chun
- Buxus pulchella Baill.
- Buxus rabenantoandroi G.E.Schatz & Lowry
- Buxus retusa
- Buxus revoluta (Britton) Mathieu
- Buxus rheedioides Urb.
- Buxus rivularis Merrill
- Buxus rolfei Vidal
- Buxus rotundifolia (Britton) Mathou
- Buxus rugulosa Hatus.
- Buxus rupicola Ridl.
- Buxus sclerophylla E. Köhler
- Buxus sempervirens L. (buis commun)
- Buxus serpentinicola E. Köhler
- Buxus shaferi (Britt.) Urb.
- Buxus sinica (zh) (Rehder & E. H. Wilson) M. Cheng, Fl. Reipubl[8]. (黄杨/黃楊) var. insularis
- Buxus stenophylla Hance
- Buxus subcolumnaris Muell. Arg
- Buxus triptera Eg.Köhler
- Buxus vaccinioides Urb.
- Buxus vahlii Baill.
- Buxus wallichiana Baill.
- Buxus wrightii
- Buxus yunquensis Eg.Köhler

Selon GRIN (18 août 2015) :
- Buxus balearica Lam.
- Buxus cephalantha H. Lév. & Vaniot
- Buxus harlandii Hance
- Buxus liukiuensis (Makino) Makino
- Buxus microphylla Siebold & Zucc.
- Buxus rugulosa Hatus.
- Buxus sempervirens L.
- Buxus sinica (Rehder & E. H. Wilson) M. Cheng
- Buxus stenophylla Hance
- Buxus vahlii Baill.
- Buxus wallichiana Baill.

Selon ITIS (18 août 2015) :
- Buxus balearica Lam.
- Buxus harlandii Hance
- Buxus laevigata (Sw.) Spreng.
- Buxus microphylla Siebold & Zucc.
- Buxus portoricensis Alain
- Buxus sempervirens L.
- Buxus vahlii Baill.

Selon The Plant List (18 août 2015) :
- Buxus acuminata Müll.Arg.
- Buxus acunae Borhidi & O.Muñiz
- Buxus acutata Friis
- Buxus aneura Urb.
- Buxus arborea Proctor
- Buxus austroyunnanensis Hatus.
- Buxus bahamensis Baker
- Buxus balearica Lam.
- Buxus baracoensis Borhidi & O.Muñiz
- Buxus bartlettii Standl.
- Buxus benguellensis Gilg
- Buxus bissei Eg.Köhler
- Buxus bodinieri H.Lév.
- Buxus braimbridgeorum Eg.Köhler
- Buxus brevipes Urb.
- Buxus calcarea G.E.Schatz & Lowry
- Buxus capuronii G.E.Schatz & Lowry
- Buxus chaoanensis H.G.Ye
- Buxus cipolinica Lowry & G.E.Schatz
- Buxus citrifolia (Willd.) Spreng.
- Buxus cochinchinensis Pierre ex Gagnep.
- Buxus conzattii Standl.
- Buxus cordata (Radcl.-Sm.) Friis
- Buxus crassifolia (Britton) Urb.
- Buxus cubana Baill.
- Buxus ekmanii Urb.
- Buxus excisa Urb.
- Buxus flaviramea (Britton) Mathou
- Buxus glomerata Müll.Arg.
- Buxus gonoclada (C.Wright) Müll.Arg.
- Buxus hainanensis Merr.
- Buxus harlandii Hance
- Buxus hebecarpa Hatus.
- Buxus henryi Mayr
- Buxus heterophylla Urb.
- Buxus hildebrandtii Baill.
- Buxus historica Borhidi & O.Muñiz
- Buxus holttumiana Hatus.
- Buxus humbertii G.E.Schatz & Lowry
- Buxus ichagensis Hatus.
- Buxus imbricata Urb.
- Buxus itremoensis G.E.Schatz & Lowry
- Buxus jaucoensis Eg.Köhler
- Buxus laevigata Spreng.
- Buxus lancifolia Brandegee
- Buxus latistyla Gagnep.
- Buxus leivae Eg.Köhler
- Buxus leonii (Britton) Mathou
- Buxus linearifolia M.Cheng
- Buxus lisowskii Bamps & Malaisse
- Buxus liukiuensis (Makino) Makino
- Buxus loheri Merr.
- Buxus macowanii Oliv.
- Buxus macrocarpa Capuron
- Buxus macrophylla (Britton) Fawc. & Rendle
- Buxus madagascarica Baill.
- Buxus malayana Ridl.
- Buxus marginalis (Britton) Urb.
- Buxus megistophylla H.Lév.
- Buxus mexicana Brandegee
- Buxus microphylla Siebold & Zucc.
- Buxus moana Alain
- Buxus mollicula W.W.Sm.
- Buxus monticola G.E.Schatz & Lowry
- Buxus moratii G.E.Schatz & Lowry
- Buxus muelleriana Urb.
- Buxus myrica H.Lév.
- Buxus natalensis (Oliv.) Hutch.
- Buxus nyasica Hutch.
- Buxus obovata Urb.
- Buxus obtusifolia (Mildbr.) Hutch.
- Buxus olivacea Urb.
- Buxus pachyphylla Merr.
- Buxus papillosa C.K.Schneid.
- Buxus pilosula Urb.
- Buxus portoricensis Alain
- Buxus pseudaneura Eg.Köhler
- Buxus pubescens Greenm.
- Buxus pubifolia Merr.
- Buxus pubiramea Merr. & Chun
- Buxus pulchella Baill.
- Buxus purdieana Baill.
- Buxus rabenantoandroi G.E.Schatz & Lowry
- Buxus retusa Müll.Arg.
- Buxus revoluta (Britton) Mathou
- Buxus rheedioides Urb.
- Buxus rivularis Merr.
- Buxus rolfei S.Vidal
- Buxus rugulosa Hatus.
- Buxus rupicola Ridl.
- Buxus sclerophylla Eg.Köhler
- Buxus sempervirens L.
- Buxus serpentinicola Eg.Köhler
- Buxus shaferi (Britton) Urb.
- Buxus sinica (Rehder & E.H.Wilson) M.Cheng
- Buxus stenophylla Hance
- Buxus subcolumnaris Müll.Arg.
- Buxus triptera Eg.Köhler
- Buxus vaccinioides (Britton) Urb.
- Buxus vahlii Baill.
- Buxus wallichiana Baill.
- Buxus wrightii Müll.Arg.
- Buxus yunquensis Eg.Köhler

Selon Tropicos (18 août 2015) (Attention liste brute contenant possiblement des synonymes) :
- Buxus acuminata Müll. Arg.
- Buxus acunae Borhidi & O. Muñiz
- Buxus acutata Friis
- Buxus aneura Urb.
- Buxus angustifolia Mill.
- Buxus aquartiana Rich. ex Baill.
- Buxus arborea Proctor
- Buxus arborescens Mill.
- Buxus argentea Steud.
- Buxus aurea Steud.
- Buxus austroyunnanensis Hatus.
- Buxus bahamensis Baker
- Buxus balearica Lam.
- Buxus baracoensis Borhidi & O. Muñiz
- Buxus bartlettii Standl.
- Buxus belearica Lam.
- Buxus benguellensis Gilg
- Buxus bissei Eg. Köhler
- Buxus bodinieri H. Lév.
- Buxus braimbridgeorum Eg. Köhler
- Buxus brevipes Urb.
- Buxus calcarea G.E. Schatz & Lowry
- Buxus calophylla Pax
- Buxus capuronii G.E. Schatz & Lowry
- Buxus caucasica K. Koch
- Buxus cephalantha H. Lév. & Vaniot
- Buxus chaoanensis H.G. Ye
- Buxus chinensis Link
- Buxus cipolinica Lowry & G.E. Schatz
- Buxus citrifolia (Willd.) Spreng.
- Buxus cochinchinensis Pierre ex Gagnep.
- Buxus colchica Pojark.
- Buxus conzattii Standl.
- Buxus cordata (Radcl.-Sm.) Friis
- Buxus cordifolia Spreng.
- Buxus crassifolia Urb.
- Buxus crispa K. Koch
- Buxus cruciata Rich. ex Baill.
- Buxus cubana (A. Rich.) Baill.
- Buxus cucullata K. Koch
- Buxus ekmanii Urb.
- Buxus elegantissima K. Koch
- Buxus excisa Urb.
- Buxus flaviramea Mathou
- Buxus foliosa Urb.
- Buxus fruticosa Borkh.
- Buxus glomerata Müll. Arg.
- Buxus gonoclada Müll. Arg.
- Buxus hainanensis Merr.
- Buxus haleppica K. Koch
- Buxus handsworthii K. Koch
- Buxus harlandii Hance
- Buxus hebecarpa Hatus.
- Buxus henryi Mayr
- Buxus heterophylla Urb.
- Buxus hildebrandtii Baill.
- Buxus hirta Mathou
- Buxus historica Borhidi & O. Muñiz
- Buxus holttumiana Hatus.
- Buxus humbertii G.E. Schatz & Lowry
- Buxus hyrcana Pojark.
- Buxus ichagensis Hatus.
- Buxus ichangensis Hatus.
- Buxus imbricata Urb.
- Buxus intermedia Hatus.
- Buxus itremoensis G.E. Schatz & Lowry
- Buxus japonica Müll. Arg.
- Buxus jaucoensis Eg. Köhler
- Buxus kitashimae Yanagita
- Buxus koreana Nakai
- Buxus laevigata (Sw.) Spreng.
- Buxus lancifolia Brandegee
- Buxus latistyla Gagnep.
- Buxus leivae Eg. Köhler
- Buxus leonii Mathou
- Buxus linearifolia M. Cheng
- Buxus lisowskii Bamps & Malaisse
- Buxus liukiuensis Makino
- Buxus loheri Merr.
- Buxus longifolia Boiss.
- Buxus macowanii Oliv.
- Buxus macrocarpa Capuron
- Buxus macrophylla Fawc. & Rendle
- Buxus madagascarica Baill.
- Buxus malayana Ridl.
- Buxus marginalis Urb.
- Buxus marginata Steud.
- Buxus megistophylla H. Lév.
- Buxus mexicana Brandegee
- Buxus microphylla Siebold & Zucc.
- Buxus moana Alain
- Buxus moctezumae Eg. Köhler, R. Fernández & Zamudio
- Buxus mollicula W.W. Sm.
- Buxus monticola G.E. Schatz & Lowry
- Buxus moratii G.E. Schatz & Lowry
- Buxus mucronata Baill.
- Buxus muelleriana Urb.
- Buxus myrica H. Lév.
- Buxus myrtifolia Lam.
- Buxus natalensis (Oliv.) Hutch.
- Buxus nyasica Hutch.
- Buxus obcordatavariegata Fortune
- Buxus obovata Urb.
- Buxus obtusifolia (Mildbr.) Hutch.
- Buxus olivacea Urb.
- Buxus ovalifolia Siebold ex K. Koch
- Buxus pachyphylla Merr.
- Buxus papillosa C.K. Schneid.
- Buxus pedicellata (Tiegh.) Hutch.
- Buxus pilosula Urb.
- Buxus portoricensis Alain
- Buxus pseudaneura Eg. Köhler
- Buxus pubescens Greenm.
- Buxus pubifolia Merr.
- Buxus pubiramea Merr. & Chun
- Buxus pulchella Baill.
- Buxus purdieana Baill.
- Buxus rabenantoandroi G.E. Schatz & Lowry
- Buxus retusa Müll. Arg.
- Buxus revoluta Mathou
- Buxus rheedioides Urb.
- Buxus riparia (Makino) Makino
- Buxus rivularis Merr.
- Buxus rolfei S. Vidal
- Buxus rosmarinifolia Baill.
- Buxus rotundifolia K. Koch
- Buxus rugulosa Hatus.
- Buxus rupicola Ridl.
- Buxus salicifolia K. Koch
- Buxus saligna D. Don
- Buxus sclerophylla Eg. Köhler
- Buxus sempervirens L.
- Buxus serpentinicola Eg. Köhler
- Buxus shaferi Urb.
- Buxus sinica (Rehder & E.H. Wilson) M. Cheng
- Buxus stenophylla Hance
- Buxus subcolumnaris Müll. Arg.
- Buxus suffruticosa Mill.
- Buxus tenuifolia Baill.
- Buxus triptera Eg. Köhler
- Buxus vaccinioides Urb.
- Buxus vahlii Baill.
- Buxus variegata Steud.
- Buxus virens Thunb.
- Buxus vulgaris Bubani
- Buxus wallichiana Baill.
- Buxus wrightii Müll. Arg.
- Buxus yunquensis Eg. Köhler

Selon NCBI (18 août 2015) :
- Buxus balearica
- Buxus bodinieri
- Buxus citrifolia
- Buxus excisa
- Buxus glomerata
- Buxus gonoclada
- Buxus harlandii
- Buxus henryi
- Buxus hildebrandtii
- Buxus liukiuensis
- Buxus macowanii
- Buxus marginalis
- Buxus microphylla
  - variété Buxus microphylla var. japonica
- Buxus muelleriana
- Buxus natalensis
- Buxus portoricensis
- Buxus riparia
- Buxus sempervirens
- Buxus sinica
  - variété Buxus sinica var. parvifolia
- Buxus vahlii

## Le buis dans les traditions populaires
Le numéro 37 du Journal des connaissances utiles relate en janvier 1896 une tradition des paysans du Morvan du soir de l'Épiphanie consistant à lire l'avenir de personnes présentes en interprétant les tribulations d'une feuille de buis placée sur un poêle chaud, celle-ci se gonflant et tournoyant un certain temps avant d'éclater.
L'expression « langue de buis » désigne une Langue de bois ecclésiastique. C'est une référence au « buis béni » utilisé souvent en France lors du Dimanche des Rameaux. 

### Symbolique
- Dans le calendrier républicain, « buis » est le nom attribué au 16e jour du mois de pluviôse[16].